# Matrisexponentialfunktion
Matrisexponentialfunktionen är inom matematiken en utökning av exponentialfunktionen från komplexa tal till att gälla även kvadratiska matriser, så att man får en matrisfunktion.

## Definition
Exponentialfunktionen för matriser definieras genom exponentialfunktionens Maclaurinutveckling:
{\displaystyle e^{X}=\sum _{k=0}^{\infty }{\frac {1}{k!}}X^{k}}
Denna serie konvergerar för alla matriser, {\displaystyle X.}

## Egenskaper
- {\displaystyle e^{0}=I\,}, för nollmatrisen 0 och enhetsmatrisen I.
- {\displaystyle e^{TAT^{-1}}=Te^{A}T^{-1}}
- {\displaystyle \det e^{A}=e^{\operatorname {tr} {A}}}, där det är determinant av matrisen och tr är spåret av matrisen
- {\displaystyle e^{A+B}=e^{A}e^{B}=e^{B}e^{A}\,} om {\displaystyle A} och {\displaystyle B} kommuterar.
- {\displaystyle (e^{A})^{-1}=e^{-A}\,} för alla inverterbara[särskiljning behövs] matriser {\displaystyle A}

## Beräkning

### Diagonalmatriser
Om D är diagonal med diagonelelementen {\displaystyle d_{ii}} är {\displaystyle e^{D}} en diagonalmatris med diagonalelementen {\displaystyle e^{d_{ii}}}, dvs:
{\displaystyle D={\begin{pmatrix}d_{11}&0&\cdots &0\\0&d_{22}&\cdots &0\\\vdots &\vdots &\ddots &\vdots \\0&0&\cdots &d_{nn}\end{pmatrix}}}
{\displaystyle e^{D}={\begin{pmatrix}e^{d_{11}}&0&\cdots &0\\0&e^{d_{22}}&\cdots &0\\\vdots &\vdots &\ddots &\vdots \\0&0&\cdots &e^{d_{nn}}\end{pmatrix}}}
Detta kommer av att en diagonalmatris upphöjt till något tal blir en diagonalmatris med diagonalementen upphöjda till detta tal (vilket inses lätt om man tänker på hur matrismultiplikation funkar). Man kan då betrakta Maclaurinutvecklingen av matrisen varje diagonalelement för sig, vilket per definition blir {\displaystyle e^{x}} för diagonalelementet x.

### Nilpotenta matriser
Om N är en nilpotent matris, dvs {\displaystyle N^{k}=0} för något heltal k, definieras {\displaystyle e^{N}} som:
{\displaystyle e^{N}=I+N+{\frac {1}{2!}}N^{2}+{\frac {1}{3!}}N^{3}+...+{\frac {1}{(k-1)!}}N^{k-1}}
Dvs, Maclaurinutvecklingen av {\displaystyle e^{X}} tills att det bara blir nollmatriser.

### Generalisering
Om matrisen har element som är reella eller komplexa tal kan man använda Jordans normalform för att beräkna {\displaystyle e^{A}} för alla kvadratiska matriser A. En kvadratisk matris kan då skrivas {\displaystyle A=TJT^{-1}} där J är en matris på Jordans normalform. Matrisen J kan skrivas {\displaystyle J=D+N} för en diagonal matris D och en nilpotent matris N. Så att:
{\displaystyle e^{A}=e^{TJT^{-1}}=Te^{J}T^{-1}=Te^{D+N}T^{-1}=Te^{D}e^{N}T^{-1}}